# Spoorlijn Villeneuve-Saint-Georges - Montargis
De spoorlijn Villeneuve-Saint-Georges - Montargis is een Franse spoorlijn van Villeneuve-Saint-Georges naar Montargis, ook gekend als de lijn van Villeneuve-Saint-Georges naar Montargis via Corbeil, de VMC-lijn of de "valleilijn". De lijn is 109 km lang en heeft als lijnnummer 745 000. 
De spoorlijn ligt in de Franse departementen Val-de-Marne, Essonne en Seine-et-Marne in de regio Île-de-France en het departement Loiret in de regio Centre-Val de Loire. De hedendaagse lijn kan ingedeeld worden in vier secties die verschillend gebruik hebben:
- van Villeneuve-Saint-Georges naar Juvisy, waar er gemengd voorstedelijk (RER D) en vrachtverkeer is;
- van Juvisy naar Corbeil-Essonnes, waar RER D-treinen, goederentreinen en nachttreinen rijden die Parijs verbinden met de zuidoostelijke regio's van Frankrijk;
- van Corbeil-Essonnes naar Malesherbes, waar RER D-treinen rijden, maar ook enkele goederentreinen;
- van Malesherbes naar Montargis, waar enkele goederentreinen rijden tussen Montargis en Auxy - Juranville.

Het traject van Villeneuve-Saint-Georges naar Corbeil-Essonnes vormt, met zijn uitbreiding door de lijn van Corbeil-Essonnes naar Montereau via Melun, een verdubbeling van de lijn van Parijs-Lyon naar Marseille-Saint-Charles. Van Villeneuve-Saint-Georges tot Juvisy is de lijn uitgevoerd met vier sporen, er zijn geen overwegen op dit gedeelte. Van Juvisy-sur-Orge tot Corbeil-Essonnes is het traject in dubbelspoor met slechts twee overwegen in peri-urbane gebieden. Van Corbeil-Essonnes tot Malesherbes heeft het traject twee sporen met veel overwegen. Voorbij Malesherbes is het enkelspoor. De grootste helling op het volledig tracé heef een hellingsgraad van 10 ‰.

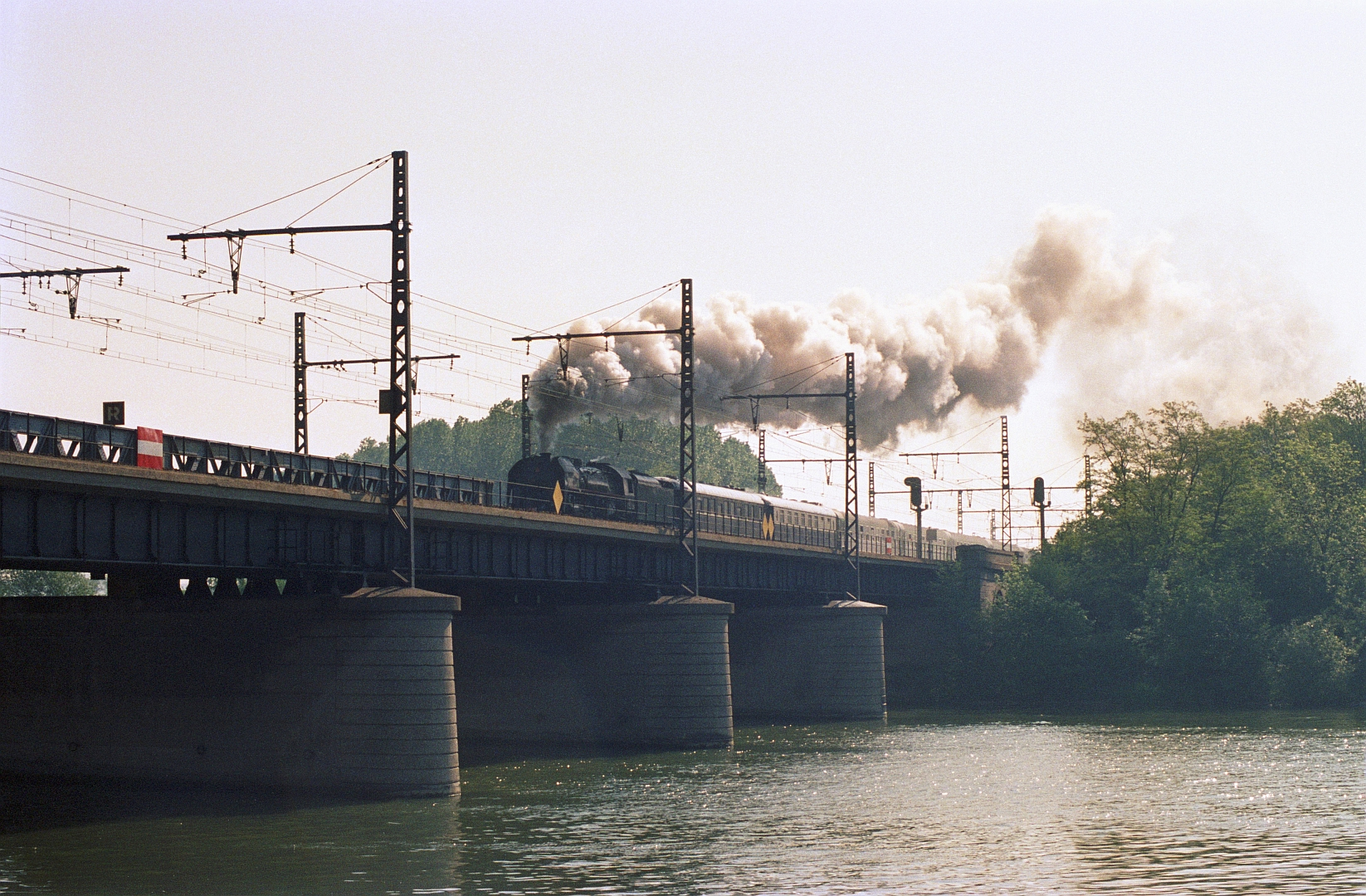
De viersporige Pont d'Athis-Mons over de Seine, in de richting van Juvisy (mei 1987)

## Elektrische tractie
De lijn is geëlektrificeerd met een gelijkspanning van 1500 volt. 
- Traject van Villeneuve-Saint-Georges naar Corbeil-Essonnes: 10 augustus 1950.
- Traject van Corbeil-Essonnes naar La Ferté-Alais: 13 januari 1984.
- Traject van La-Ferté-Alais naar Malesherbes: 24 september 1992.

Van Malesherbes tot Montargis is de lijn niet geëlektrificeerd. Het betreft een in de huidige tijd ongebruikt enkelspoor tussen Malesherbes en Auxy - Juranville, wel gebruikt voor goederentreinen tussen Montargis en Auxy - Juranville.

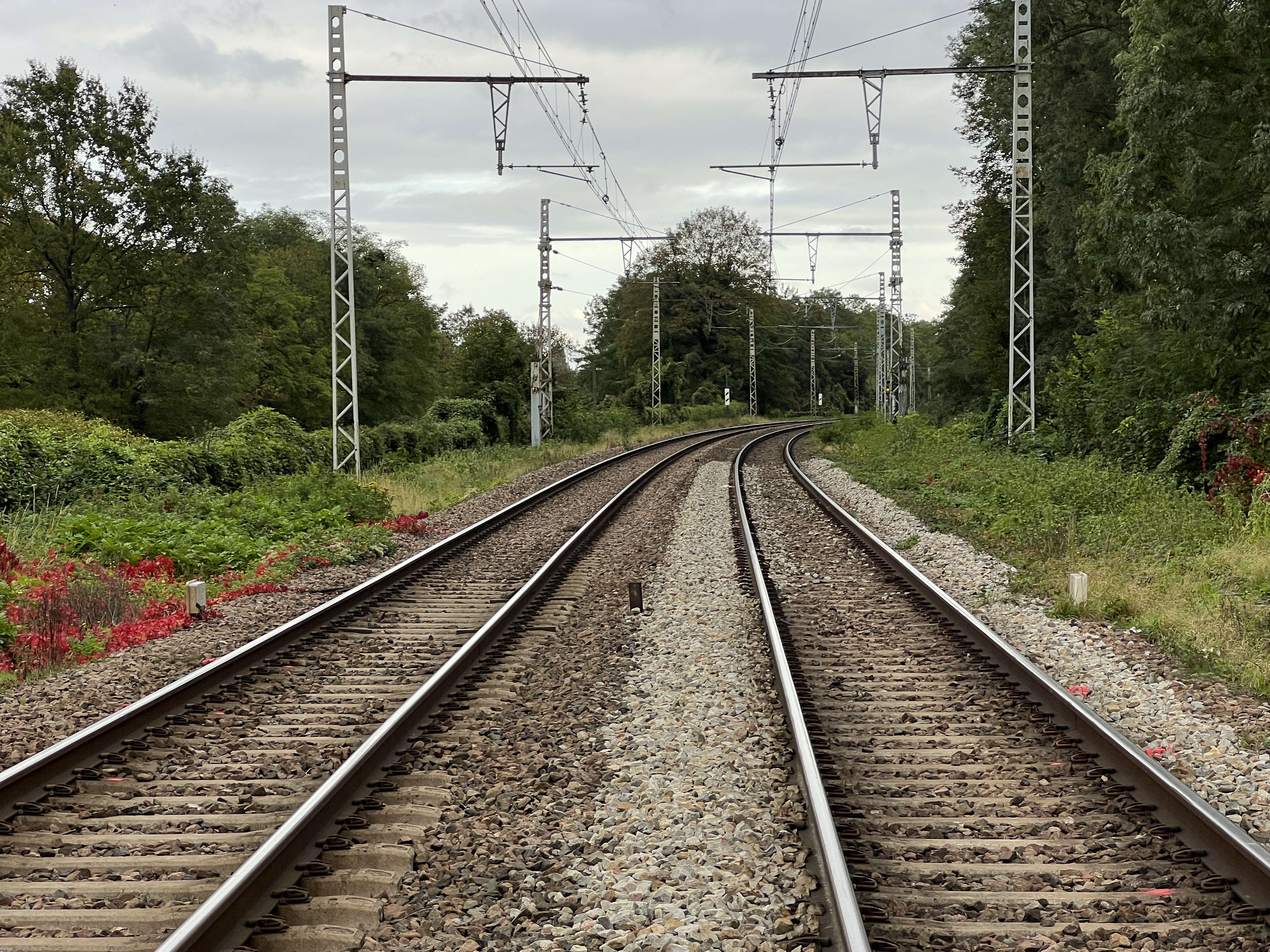

## Geschiedenis
Op 17 september 1840 kan de Compagnie du chemin de fer de Paris à Orléans (PO) een spoorlijn van Paris-Austerlitz naar Corbeil in gebruik nemen. Het tracé langs de linkeroever van de Seine had een economisch belang door de vele molens en graanopslagplaatsen langs de rivier de Essonne in Corbeil. De lijn was een groot succes met bijna 800.000 passagiers in 1843.  Dat jaar kon de PO op 5 mei 1843 zijn hoofdlijn openen, de lijn naar Orléans. Deze lijn, die van de lijn naar Corbeil aftakte in Juvisy werd nog veel succesvoller, en de PO zette dan ook de meeste capaciteit in op de verbinding naar Orléans. 
De tak Juvisy-Corbeil werd een secundaire aftakking, en deze werd in 1857 overgenomen door de dat jaar opgerichte Compagnie des chemins de fer de Paris à Lyon et à la Méditerranée (PLM). De PLM ontstaat uit de fusie van de Compagnie du chemin de fer de Lyon à la Méditerranée (LM), de Compagnie du chemin de fer de Paris à Lyon (PL), de Compagnie du chemin de fer de Lyon à Genève en een deel van het patrimonium van de in 1857 failliet verklaarde Compagnie du chemin de fer Grand-Central de France. 
De PLM kan in 1861 de spoorlijn Moret-Veneux-les-Sablons - Lyon-Perrache in dienst nemen, wat een tweede route tussen Parijs en Lyon oplevert, en wilt het knooppunt van Juvisy aan zijn hoofdlijn koppelen. Het tracé Villeneuve-Saint-Georges – Juvisy wprdt op 18 mei 1863 ingehuldigd, mede dankzij de constructie in 1857 van de pont d'Athis over de Seine. Deze brug werd weliswaar op 14 september 1870 verwoest om te voorkomen dat Pruisische troepen de Seine zouden oversteken tijdens hun aanval op Parijs in de Frans-Duitse Oorlog. maar werd herbouwd in 1871, en nogmaals gedeeltelijk herbouwd in staal in 1903. De verlenging van de lijn naar La Ferté-Alais en Maisse wordt afgewerkt op 5 januari 1865, en op 6 mei 1867 raakt Maisse verbonden met Montargis.